# Маркин, Николай Иванович
Никола́й Ива́нович Ма́ркин (6 [19] апреля 1907, Москва — 30 октября 1978, Москва) — советский инженер-конструктор, специалист в области технологии точного приборостроения. Рационализатор и изобретатель, главным образом, секретной радиоэлектронной аппаратуры для военной авиации и ракетостроения.

## Биография

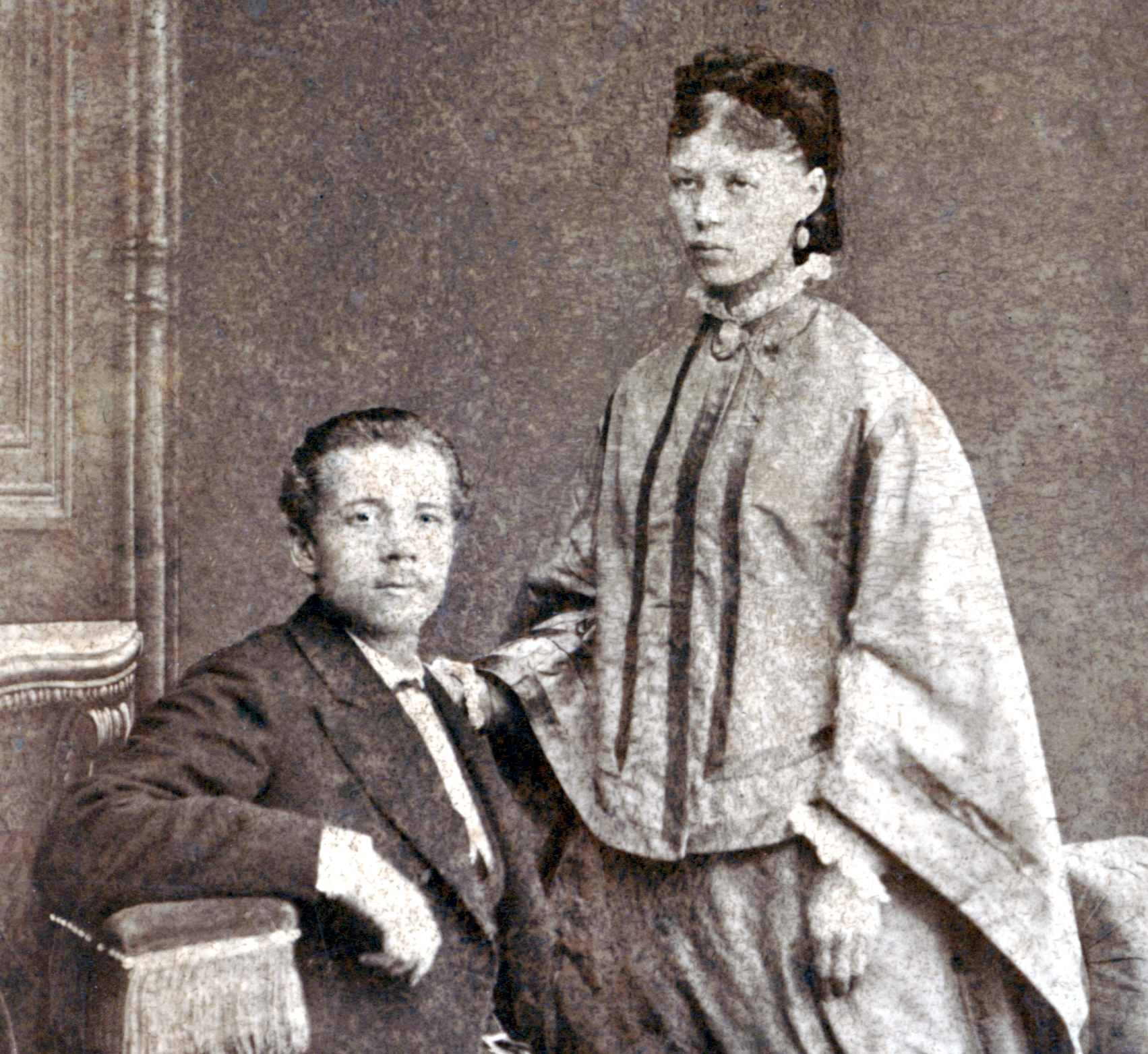
Родители Н. И. Маркина, 1903 год

Родился в Москве 6 (19) апреля 1907 года в семье Веры Сергеевны (в дев. Нокольская; вышла замуж в 16 лет; 30 сентября 1883 — 26 февраля 1968) и Ивана Петровича, работавшего с 1923 года на Мельнично-макаронной фабрике № 1 МСХ Моссельпрома (до национализации в 1920 году — «Товарищество Динг»). Жил и получил начальное образование в Московском районе Благуша.

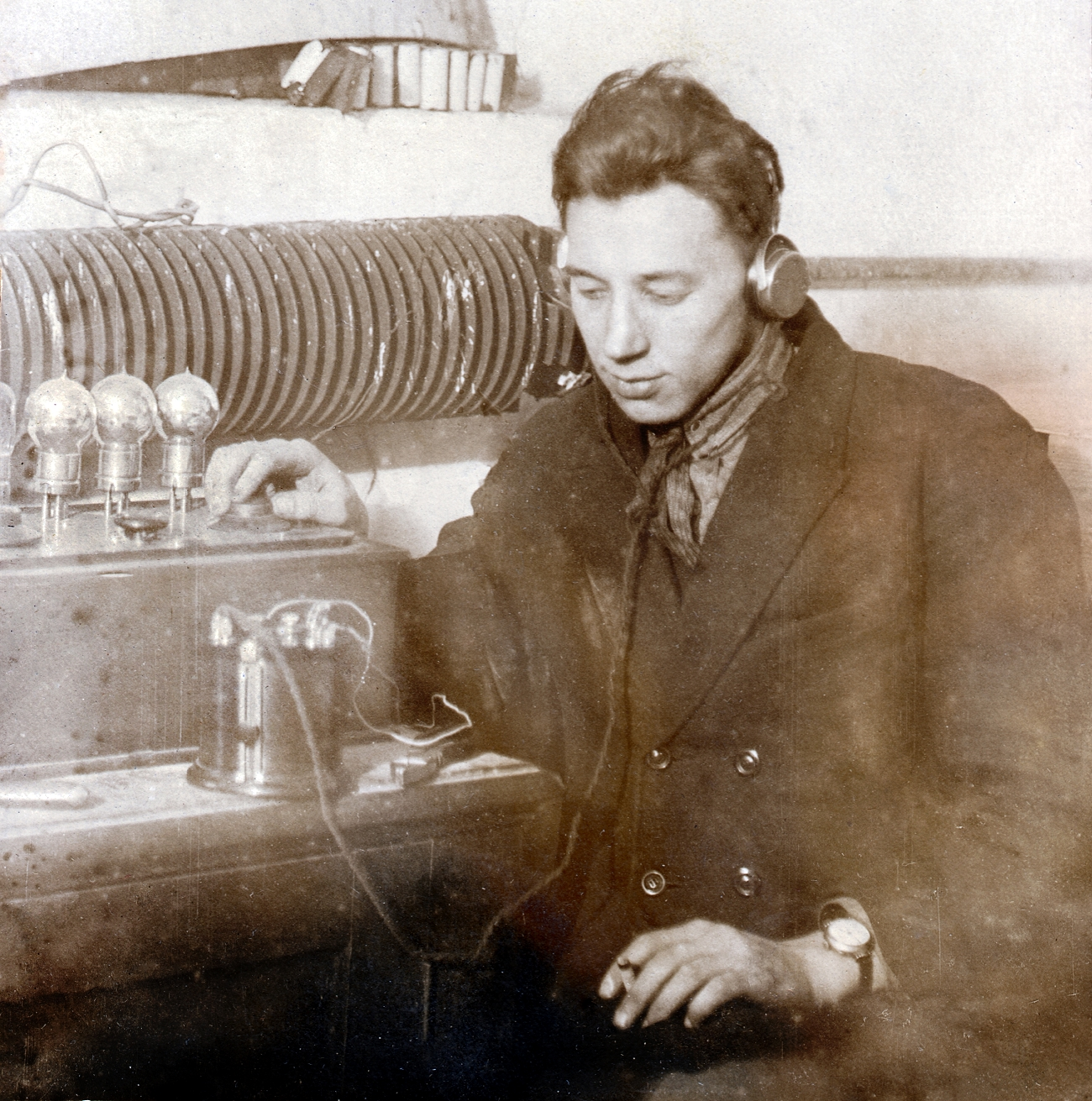
Н. И. Маркин — радиотехник, 1930-е года

В конце 1920-х годов начал работать инженером на предприятиях лёгкой промышленности, получил ряд патентов на изобретения и усовершенствования станков.
Был принят в Механико-машиностроительный институт имени Баумана (специальность «Производство авиадвигателей»), а в 1933 году переведён в Московский авиационный институт, который окончил в 1936 году с квалификацией инженера-механика по производству авиадвигателей.
В 1933—1950 годах работал конструктором, старшим конструктором на закрытом предприятии Завода имени Фрунзе (авиационного двигателестроения) Завод № 24 по производству авиационных двигателей. Получил от этого завода комнату в коммунальной квартире (впоследствии ему выделили ещё одну комнату) в доме построенном для работников завода по адресу Мейеровский проезд дом 16, квартира 19, где он прожил всю жизнь.
В начале войны завод был эвакуирован в город Куйбышев, но последний эшелон отменили. Н. И. Маркин отправил детей к родственникам в Орехово-Зуево. Сам, вместе с женой, остался работать и жить на заводе, где они обучали 14-15 летних мальчишек ремонтировать авиационные двигатели, при отсутствии кадров и оборудования. Так работали всю войну, начав одновременно и выпуск новых двигателей.
В 1943—1944 годах работал начальником цеха. В это время завод был почти полностью эвакуирован из Москвы, он наладил текущий ремонт привозимых с фронта авиадвигателей, с одновременным обучением неквалифицированных подростков.
В 1948—1963 годах имел воинское звание Старший техник — лейтенант авиации.
В 1950—1971 годах был переведён и работал ведущим инженером-конструктором Лабораторно-технического отдела (ЛТО) в секретном НИИ-10 (в 1966 году переименованном во Всесоюзный научно-исследовательский институт радиоэлектроники — ВНИИРЭ) под руководством М. П. Петелина.
16-25 мая 1950 года был делегатом на конференции технологов приборостроения.
Шофёр любитель с 1952 года. Восстановил трофейный немецкий мотоцикл, который привёз из германии его брат Александр, затем переделал его в мотокультиватор.
С середины 1950-х годов институт приступил к созданию военных корабельных зенитных и ударных ракетных комплексов.
Был особо отмечен:
- 1 декабря 1952 — «за проявленную инициативу и новаторство по внедрению нового метода изготовления специальных узлов»
- 31 марта и 21 декабря 1953 — «автор технического усовершенствования за предложение № 2746».

В 1971 году вышел на пенсию, в официальном поздравлении ЛТО НИИ Радоиэлектроники было написано:

За семнадцать лет работы в Институте, Вы внесли значительный вклад в дело внедрения новой техники в производство радиоаппаратуры, создав ряд оригинальных конструкций.

За многолетнюю работу Вы много знаний и энергии вложили в дело рационализации и изобретений в производстве радиоэлектронной аппаратуры..
Скончался 30 октября 1978 года, в Москве от острой сердечно-сосудистой недостаточности, похоронен на Николо-Архангельском кладбище (участок 81).

## Семья
Братья и сёстры:

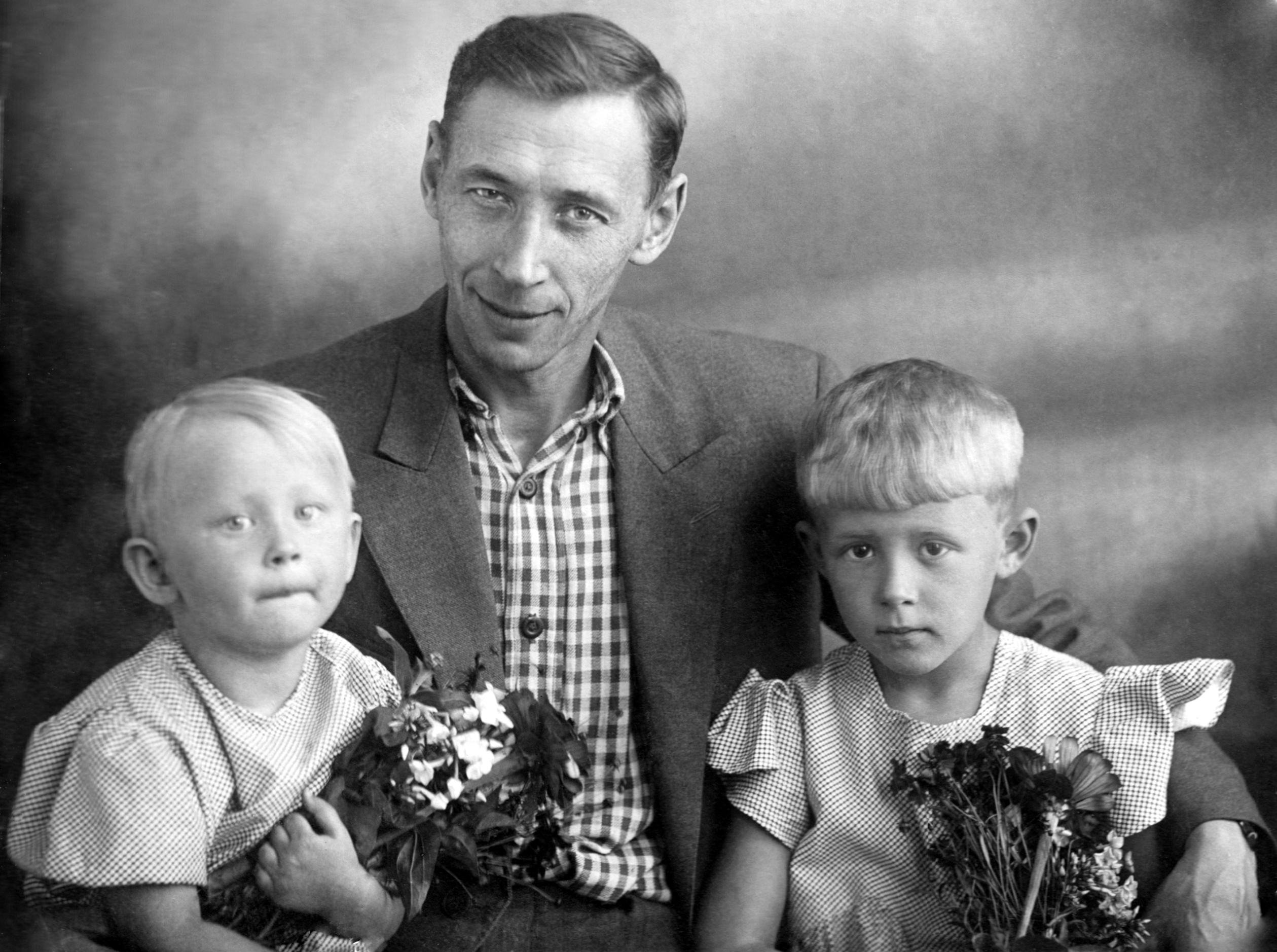
Н. И. Маркин с детьми (Вера и Галина), перед отправкой их в Орехово-Зуево. Июль 1941 г.

- Сергей (1903—1942) — московский художник.
- Татьяна (1905—2000) — учитель физики и инженер, жена философа В. С. Молодцова.
- Мария (1911 — около 1914).
- Михаил (1913—1984) — спортсмен, учитель.
- Пётр (1915—1937) — репрессирован, расстрелян в 22 года[11] (в семье считали что он пропал без вести).
- Александр (1920—1997) — спортсмен, военный врач.

Жена Антонина Андреевна (в дев. Петрова) (14 марта 1908 — июнь 1966) — инженер-химик, осуществляла контроль топлива для реактивных авиадвигателей в НИИ-10. Дочери:
- Галина (род. 26.2.1936) — инженер кабельной промышленности, жена Н. Н. Богданова (1936—2014).
- Вера (род. 15.10.1938) — учёный биогеохимик в АН СССР / РАН, жена П. П. Второва (1938—1979).

## Награды
- 1944, 3 ноября — Медаль «За оборону Москвы», удостоверение Е № 021685.
- 1946, 16 июля — Медаль «За доблестный труд в Великой Отечественной войне 1941—1945 гг.», удостоверение Ц № 059777.
- 1949, 29 марта — Медаль «В память 800-летия Москвы», удостоверение Б № 240784.
- 1975, 29 ноября — Юбилейная медаль «Тридцать лет Победы в Великой Отечественной войне 1941—1945 гг.», удостоверение без номера.

## Членство в организациях
- Член ВКП(б) с 1945 года.

## Изобретения
Многие изобретения Н. И. Маркина остаются неизвестными из-за существовавшей секретности.
Среди полученных им основных открытых авторских свидетельств (с приоритетом по годам) были:
- 1929 — Станок для надевания кожаных покрышек на верхние вытяжные валики банкаброшей и ватеров. № 20510 от 31 мая 1932 г.
- 1930 — Приспособление для настила тканей на столы. № 21992 от 31 августа 1931 г. Ленинград. (заяв. свид. 74893)
- 1947 — Лыжное крепление (НИМ). № 70399 от 31 июля 1947 г.
- 1947 — Видоизменение для лыжного крепления. № 75476 от 23 марта 1949 г.
- 1949 — Фрезерная копировальная головка для обработки замкнутых контуров. № 80405 от 29 ноября 1949 г.
- 1949 — Способ вырубки деталей из листа и штамп для его осуществления. № 82682 от 27 марта 1950 г.
- 1963 — Способ набора информации в долговременном запоминающем устройстве. № 161577 от 28 января 1964 г. (2 и 3 авторы: В. В. Антонов, Н. В. Каткова)[12].
- 1963 — Устройство для намотки информационных обмоток трансформаторной долговременной памяти на размыкаемых ферритовых сердечниках. № 170763 от 27 февраля 1965 г. (авторы: В. В. Антонов, Н. И. Маркин)
- 1968 — Способ покрытия припоем двухсторонних печатных плат. № 298089 от 18 декабря 1970 г. (авторы: Н. И. Маркин, Л. У. Щербаков, В. И. Соловьев , И. Т. Садовников)